# 俄語維基百科
俄語維基百科（羅馬化：Russkaya Vikipediya）是維基百科協作計劃的俄語版本，由非營利組織──維基媒體基金會維持負責。目前是各語言維基百科計劃中，規模排名第7（依條目量計算）的維基百科。計劃開始於2001年，到2013年5月11日创建了100万个条目，是第六个条目数达到100万的语言版本。截至2024年9月19日，俄语维基百科已经存有200万个条目。

## 吉祥物
俄語維基百科的吉祥物為大象。原因是因為俄語維基百科計畫開始後，並無太多人參與，其中俄羅斯這個條目中，被寫上了「俄羅斯是大象的發源地」一句，且存在了一年之久。這個小插曲成為俄語維基百科參與者間的小趣談，而大象也成為俄語維基百科的吉祥物。

## 事件

### 抗議俄羅斯互聯網限制法案
2012年7月10日，俄語維基百科宣佈關閉一天，以抗議俄羅斯國家杜馬89417-6法案。這天是該法案在國家杜馬的再讀之日，俄語維基百科的編者們認為，一旦該法案三讀通過並付諸實施，俄語維基百科可能會被添加到黑名單或被迫關閉，希望藉此呼籲網民關注該法案的嚴峻性。

### 俄烏戰爭期間的審查和虛假信息
2022年2月和3月，在俄羅斯入侵烏克蘭戰爭爆發後的第一周，俄語維基百科的編者警告他們的讀者和其他編者，重申普京領導的俄羅斯政府正試圖進行政治審查，在列出俄軍以及烏克蘭平民兒童傷亡的條目中進行互聯網宣傳、虛假信息攻擊和破壞性編輯。在俄羅斯，維基百科被普遍認為受到威脅。
俄羅斯聯邦通信、信息技術和大眾傳媒監督局指控俄語維基百科記載俄羅斯入侵烏克蘭的條目完全錯誤，威脅屏蔽網站。3月11日，白俄羅斯的國家安全部門GUBOPiK拘捕了一位在俄語維基百科有過20萬次編輯的維基人马克·伯恩斯坦（Марк Бернштейн，維基百科賬戶Pessimist2006），GUBOPiK指控其散布虚假的反俄信息。
由於俄羅斯網民擔心維基百科被封鎖，紛紛前往俄語維基百科下載數據，截至2022年3月，29G的俄語維基百科數據包下載達10萬次，比當年1月增加了4000%。

### 分支

#### Runiversalis
2022年6月，亲政府人士推出了Runiversalis，一个俄语维基百科的分叉。该网站上线时有9000篇条目，仅占俄语维基百科185万条目的一小部分，其中许多文章未经过修改。

#### Ruwiki
2023年5月4日，曾长期担任俄罗斯维基媒体分会总监的弗拉基米尔·梅德伊科宣布推出一个亲普京的俄语维基百科分叉，名为“Ruwiki”。该项目复制了俄语维基百科的大部分内容，但移除了其中俄罗斯政府试图审查的部分条目。

## 外部鏈接
- 官方网站